# Prix du meilleur livre sur le théâtre du Syndicat de la critique
 (avril 2024).
Si vous disposez d'ouvrages ou d'articles de référence ou si vous connaissez des sites web de qualité traitant du thème abordé ici, merci de compléter l'article en donnant les références utiles à sa vérifiabilité et en les liant à la section « Notes et références ».
Le Prix du meilleur livre sur le théâtre du Syndicat de la critique est une distinction artistique française récompensant les meilleurs ouvrages sur le théâtre de l'année.

## Palmarès
- 1977/1978 : Mettre en scène au présent de Raymonde Temkine, Éditions La Cité/L'Âge d'Homme
- 1978/1979 : Panorama du théâtre au XXe siècle de Paul-Louis Mignon, Gallimard
- 1979/1980 : Parti pris : Le théâtre depuis 1968 de Colette Godard, Jean-Claude Lattès
- 1980/1981 : Le Théâtre, ouvrage collectif, Bordas
- 1981/1982 : Bertolt Brecht ou le petit contre le grand, de Georges Banu Aubier-Montaigne
- 1982/1983 : Avignon en festivals ou les Utopies nécessaires de Paul Puaux, Hachette
- 1983/1984 : Le Théâtre, sorties de secours de Georges Banu, Aubier
- 1984/1985 : Le masque : du rite au théâtre de l'Équipe de recherches théâtrales du CNRS, Éditions du CNRS-Odette Aslan
- 1985/1986 : Deux siècles au Conservatoire national d'art dramatique de Monique Sueur, CNSAD
- 1986/1987 : Jean-Marie Serreau, découvreur de théâtres de Élisabeth Auclaire-Tamaroff et Barthélémy, Éditions de l'Arbre verdoyant
- 1987/1988 : Molière, Une vie d'Alfred Simon, Éditions de la Manufacture
- 1988/1989 : Le Théâtre en France, sous la direction de Jacqueline de Jomaron, Armand Colin
- 1989/1990 : Le Rouge et Or de Georges Banu, Flammarion
- 1990/1991 : Meyerhold de Béatrice Picon-Vallin, Éditions du CNRS
- 1991/1992 : Le Théâtre dans les années-Vichy : 1940-1944 de Serge Added, Ramsay
- 1992/1993 : Histoire du Théâtre dessinée d'André Degaine, Nizet
- 1993/1994 : Jacques Copeau de Paul-Louis Mignon, Julliard
- 1994/1995 : Théâtre, reflet de la IVe République de Geneviève Latour, Éditions de la Bibliothèque de la Ville de Paris
- 1995/1996 : Koltès, combats avec la scène, n°5 de Théâtres Aujourd'hui, CNDP, Centre national du théâtre
- 1996/1997 : Les Lieux scéniques en France 1980-1995 de Jean Chollet et Marcel Freydefont, Éditions A.S.
- 1997/1998 : La Comédie-Française sous l'Occupation de Marie-Agnès Joubert, Tallandier
- 1998/1999 : Jean-Louis Barrault, le théâtre total de Paul-Louis Mignon, Éditions du Rocher
- 1999/2000 : L'Ordre des morts de Claude Régy, Les Solitaires intempestifs
- 2000/2001 : Œuvres complètes de Jean-Luc Lagarce, Les Solitaires intempestifs
- 2001/2002 : L'Expression théâtrale (1944-1991) de Guy Dumur, Gallimard
- 2002/2003 : Dictionnaire de la langue du théâtre d'Agnès Pierron, Le Robert
- 2003/2004 : Un siècle de critique dramatique de Chantal Meyer-Plantureux, Éditions Complexe
- 2004/2005 : Théâtre aujourd'hui n°10 "L'ère de la mise en scène", Scéren/CNDP
- 2005/2006 : Qu'est-ce que le théâtre ? de Christian Biet et Christophe Triau, Folio-Gallimard
- 2006/2007 : André Acquart, architecte de l'éphémère de Jean Chollet, Actes Sud
- 2007/2008 : Histoire du Festival d'Avignon d'Antoine de Baecque et Emmanuelle Loyer, Gallimard
- 2009/2010 : Encyclopédie mondiale des arts de la marionnette ouvrage collectif dirigé par Thieri Foulc, Éditions L'Entretemps
- 2010/2011 : Les Utopies du masque sur les scènes européennes du XXe siècle de Guy Freixe, Éditions l’Entretemps
- 2011/2012 : Dans le désordre (Actes Sud) et La Brûlure du monde (Les Solitaires intempestifs) de Claude Régy
- 2012/2013 : Politiques du spectateur : les enjeux du théâtre politique aujourd'hui d'Olivier Neveux (La Découverte)
- 2013/2014 : Armand Gatti dans le maquis des mots de Jean-Jacques Hocquard et Pauline Tanon (Actes Sud)
- 2014/2015 : Le théâtre du soleil, les cinquante premières années de Béatrice Picon-Vallin (Actes Sud)
- 2015/2016 : Le théâtre et la peur de Thomas Ostermeier (Actes Sud)
- 2017 : Utopia, lettres aux acteurs de Krystian Lupa (Actes Sud)
- 2018 : Qu'ils crèvent les critiques !, de Jean-Pierre Léonardini (Les Solitaires intempestifs)
- 2019 :  Avec Joël Pommerat. Tome II. L'Écriture de Ça ira (1) Fin de Louis, de Marion Boudier (Actes Sud)
- 2020 : Friction – 30 éditos+1 de Jean-Pierre Han, Théâtre-écritures[1]
- 2021 : Aristophane dans les banlieues – Pratiques de la non école de Marco Martinelli (éd. Actes Sud-Papiers, collection Apprendre)
- 2022 : Dans le cerveau des comédiens d’Anouk Grinberg, Éditions Odile Jacob[2]
- 2023 : Au cœur du théâtre 1989-2022 de Jean-Marie Hordé, Éd. Les Solitaires Intempestifs[3]
- 2024 : Armand Gatti, théâtre-utopie d’Olivier Neveux, Ed. Libertalia[4]